# Pelecopsis tybaertielloides
Pelecopsis tybaertielloides là một loài nhện trong họ Linyphiidae.
Loài này thuộc chi Pelecopsis. Pelecopsis tybaertielloides được Rudy Jocqué miêu tả năm 1984.